# Peyrepertuse
Peyrepertuse je zřícenina hradu vybudovaného v 11. století cca 50 km od města Perpignanu u vsi Duilhac sous Peyrepertuse. Hrad Peyrepertuse patří mezi pět synů carcassonských (čtyři další hrady Aguilar, Puilaurens, Quéribus a Termes). Jednou z prvních královských pevností byla Carcassonne, jejíž stavba byla zahájena v roce 1240, a pak následovala stavba linie hradů zvaná pět synů carcassonských.

## Poloha

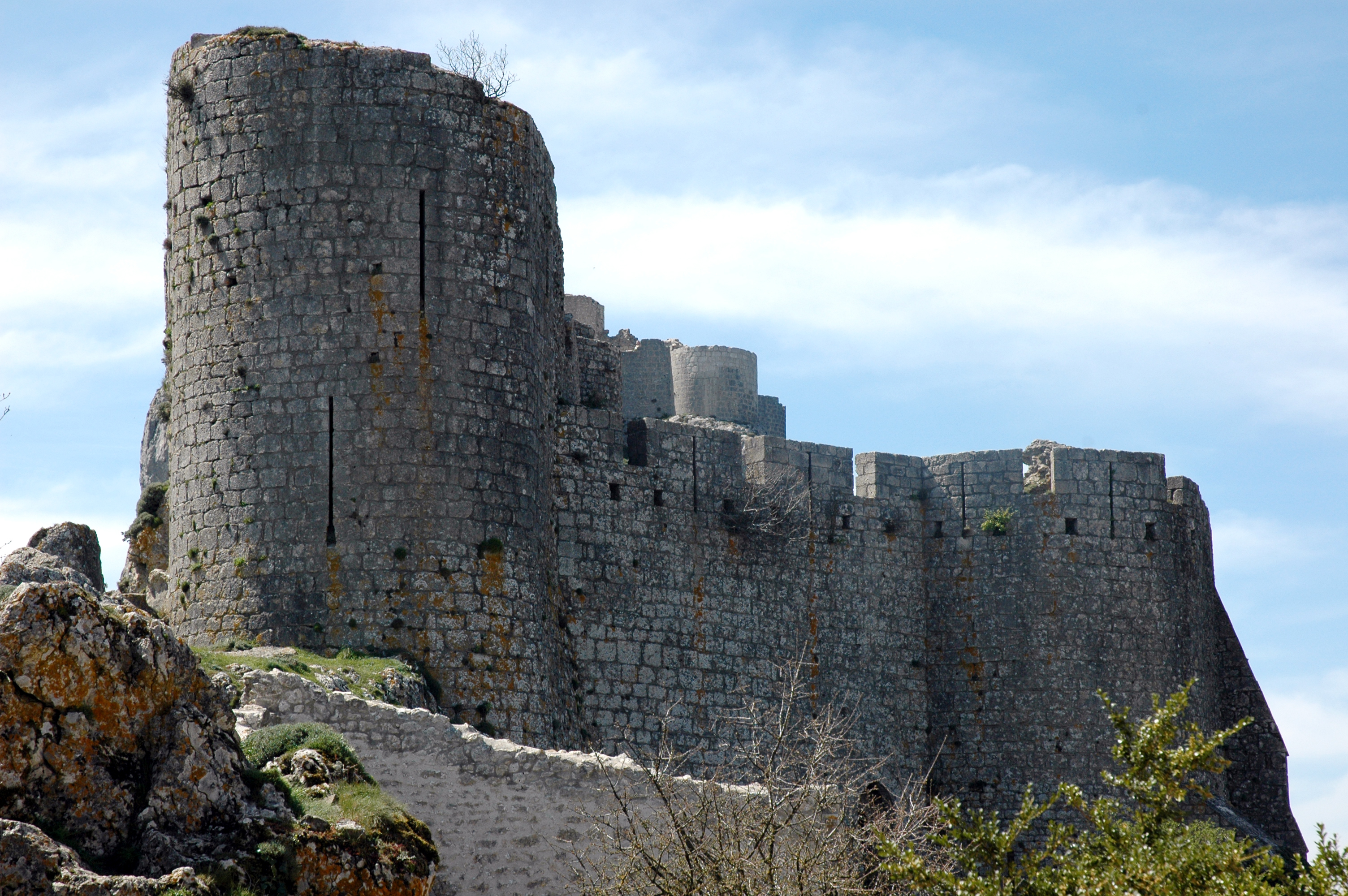
Zřícenina hradu Peyrepertuse

Hrad je situován vysoko na vápencovém hřebeni v nadmořské výšce 800 m nad místními garrigue a vinicemi a je jedním z nejnepřístupnějších hradů ve Francii. Přístup k hradu je možný autem po úzké a místy prudké silnici vedoucí od Duilhac sous Peyrepertuse několika ostrými serpentinami až k pokladně pod útesy, na kterých stojí dolní část hradu se starým donjonem. Autobusy a delší karavany musí zaparkovat na parkovišti pod serpentinami. Od pokladny s vyhlídkovou lávkou a obchodem vede stíněná stezka s několika desítkami schodů překračující východní konec hřebenu a podél severních hradeb až k hlavní bráně s barbakánem. Vzhledem ke kluzkému vápenci je vhodné mít dobrou obuv. Přístup do hradu za silného větru nebo bouřek je zakázán.

## Části hradu
Hrad se skládá ze tří různých částí, které tvořily samostatné fortifikační celky, tzv. enciente: dolní pevnosti a žaláře, prostřední pevnosti a žaláře San Jordi.

### Dolní pevnost
Dolní pevnost, která má trojúhelníkový tvar, je chráněna ze severní straně 120 metrů dlouhými hradbami, které jsou lemována dvěma polokruhovými otevřenými věžemi. Lávka, která probíhají po celé délce hradeb, je složena z velkých dlaždic položených na vyčnívajících krakorcích. Severní stěna končí na východním výběžku, kde leží trojúhelníková věž s břitem. Jižní strana je chráněna vysokými útesy a opěrnou zdí, která spojuje skluzy z latrín. Zbytky nepravidelně tvarované konstrukce jsou zříceniny obytných bloků, které byly postaveny později. Severozápadní budovy chrání hlavní vchod.
Starý žalář se skládá z kostela Sainte Marie a obytných místností. Loď kostela v románském stylu se sféricky klenutou apsidou byla rozdělena na dvě části později postavenou zdí a měla klenutou střechu ze štípaného kamene. Obytné prostory guvernéra tvořily dvě klenuté místnosti, zakončené polokruhovou věží, dodnes zachovalé včetně klenby. Hrad byl zásobován vodou ze čtyř cisteren, jedné v kostele, jedné v obytné části a další dvě v kapli San Jordi.

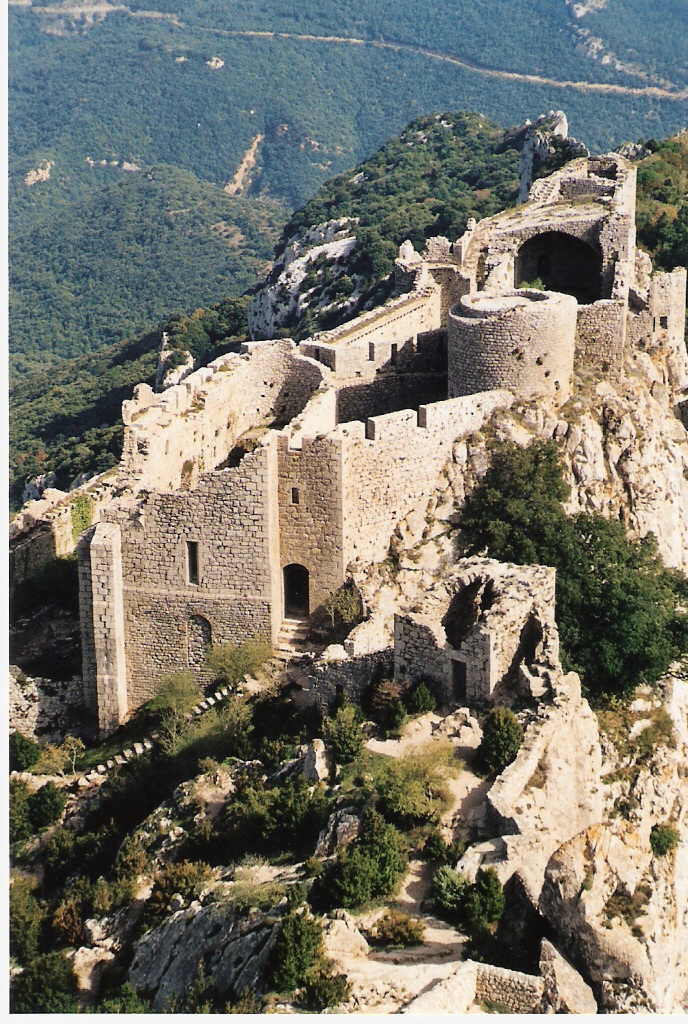
Pohled na starou pevnost

### Prostřední pevnost
Prostřední pevnost je postavena na náhorní plošině směřující směrem na sever. Zříceniny objektů střední pevnosti jsou stále viditelné, obzvláště pak polygonální budova, která byla střežena lučištníky.
Žalář San Jordi je přístupný po schodech svatého Ludvíka, které jsou zaříznuty do severního úbočí skály. Mezi místnosti žaláře patří kaple San Jordi, která má jedinou loď a půlkruhovou apsidu s plochou střechou. Odtud lze vidět sousední hrad Quéribus a dále věž Tour del Far u Tautavelu a vrchol Força Réal v Roussillonu.

## Historie

### Období románské
Peyrepertuse je obydleno od románských časů od počátku prvního století před Kristem. První zmínka o hradu pochází z roku 1070 z doby, kdy byl vlastněný katalánskými hraběty z Besalú. Později v roce 1111, když se dostal v rámci Španělské Marky pod správu hrabat z Barcelony, se Peyrepertuse stal součástí šlechtické domény vikomta z Narbonne. Území patřící pod Peyrepertuse a rozkládající se od Cubières-sur-Cinoble (nedaleko od soutěsky Gorges de Galamus) až k hradu Aguilar mělo strategickou pozici v době křížových výprav a zároveň bylo hraničním územím mezi francouzským a aragonským královstvím.

### Období katarismu

Katarské pevnosti

Stejně jako rodiny pánů z Cabaret, Saissac a Durban je i jméno Peyrepertuse úzce spojeno s katarismem. Pevnost hrála často úlohu útočiště pronásledovaných rytířů nebo katarů během událostí křížové výpravy. 22. května 1217 se Guillaume de Peyrepertuse podřídil hraběti Šimonovi IV. z Montfortu. Tato epizoda byla poznamenána sporem mezi hrabětem a papežským nunciem a opatem Arnaudem Amaurym o titulu vévody z Narbonne, který si každý z nich nárokoval, aby dočasně využil moci spojené s městem. Arcibiskup šel tak daleko, že v roce 1211 Šimona IV. z Montfortu exkomunikoval. Guillaume de Peyrepertuse odmítl respektovat své závazky a byl v roce 1224 rovněž exkomunikován. Hrad se stal jedním z hlavních míst katarského odporu společně s Béziers, Carcassonne, Minerve a hrady Montségur a Quéribus. Všechna tato místa byla časem dobyta a kataři upáleni jako kacíři. Smlouva z Meaux (nazývaná též Pařížská smlouva) jmenuje v roce 1229 Guillaumeho jako takzvaného lorda Peyrepertuse. Po neúspěšném Languedockém povstání a obléhání Carcassonne se Guillaume de Peyrepertuse nakonec 16. listopadu 1240 spolu s Raimondem II. Trencavelem vzdal a hrad se stal francouzským majetkem.
O dva roky později si Ludvík IX. objednal stavbu schodů do budoucí horní části hradu San Jordi, kde byl původně pouze vápencový lom sloužící jako zdroj stavebního materiálu, a které nyní nesou jeho název. Během let 1250 a 1251 byl postaven žalář San Jordi, současně byly opraveny starý žalář a kostel Sainte Marie, které již dříve existovaly v dolní části hradu. Smlouva z Corbeilu v roce 1258 měla za následek, že se Peyrepertuse stal jednou z předních královských pevností na hranicích Aragonské říše a v roce 1285 za války vedené Filipem Sličným proti Kataláncům byl hrad použit jako opevněné sídlo pro představitele Perpignanu.

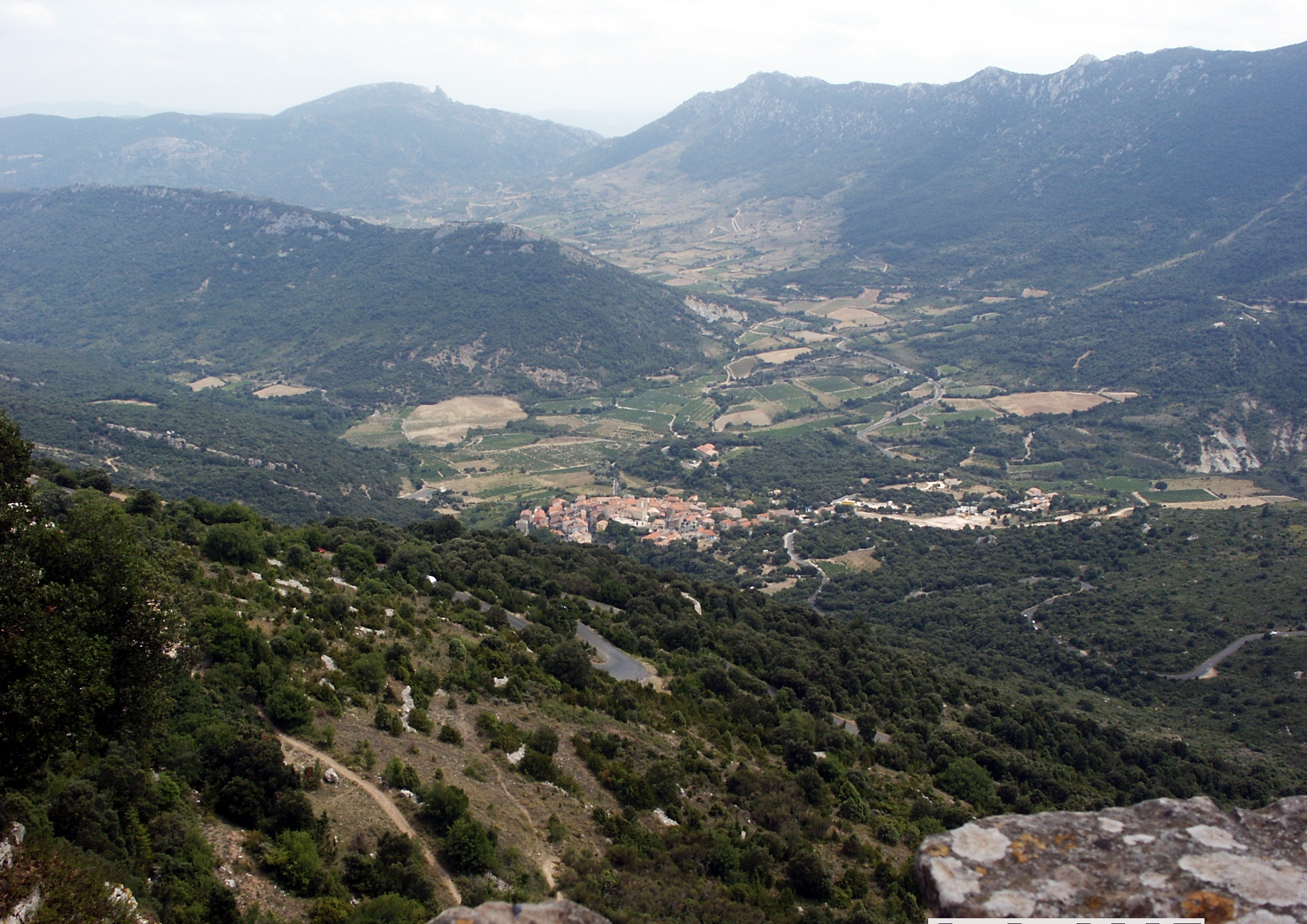
Pohled z pevnosti do údolí

### Období od 14. století
V roce 1355 byla hradu vrácena jeho obranná funkce a v letech 1367-1368, po porážce v bitvě u Nájery, též známé jako bitvy u Navarette, povolil francouzský král Karel V. Jindřichovi Trastámara, uchazeči o kastilský trůn, použít hrad jako svoje dočasné útočiště. Roku 1542 se Peyrepertuse ocitl ve válce. Jean z Grave, pán ze Sérignanu, uchvátil hrad ve jménu reformace a později byl chycen a popraven spolu se svými čtyřmi komplici.
Pyrenejský mír v roce 1659 měl za následek, že Peyrepertuse přestal být hraničním hradem a ztratil strategický význam. Navzdory tomu byl hrad stále hlídaný malou posádkou tzv. mortes pay, které velel podřízený důstojník jmenovaný guvernérem. Morte paye byli vesničané, kteří byli výměnou za hlídání hradu osvobozeni od placení daní. Během prvních let francouzské revoluce byl hrad opuštěn a později byl v roce 1820 prodán státu, stejně jako většina hradů ve Francii opuštěných uprchlou šlechtou.
První plány na konsolidaci hradu Peyrepertuse byly realizovány v roce 1950.

## Galerie

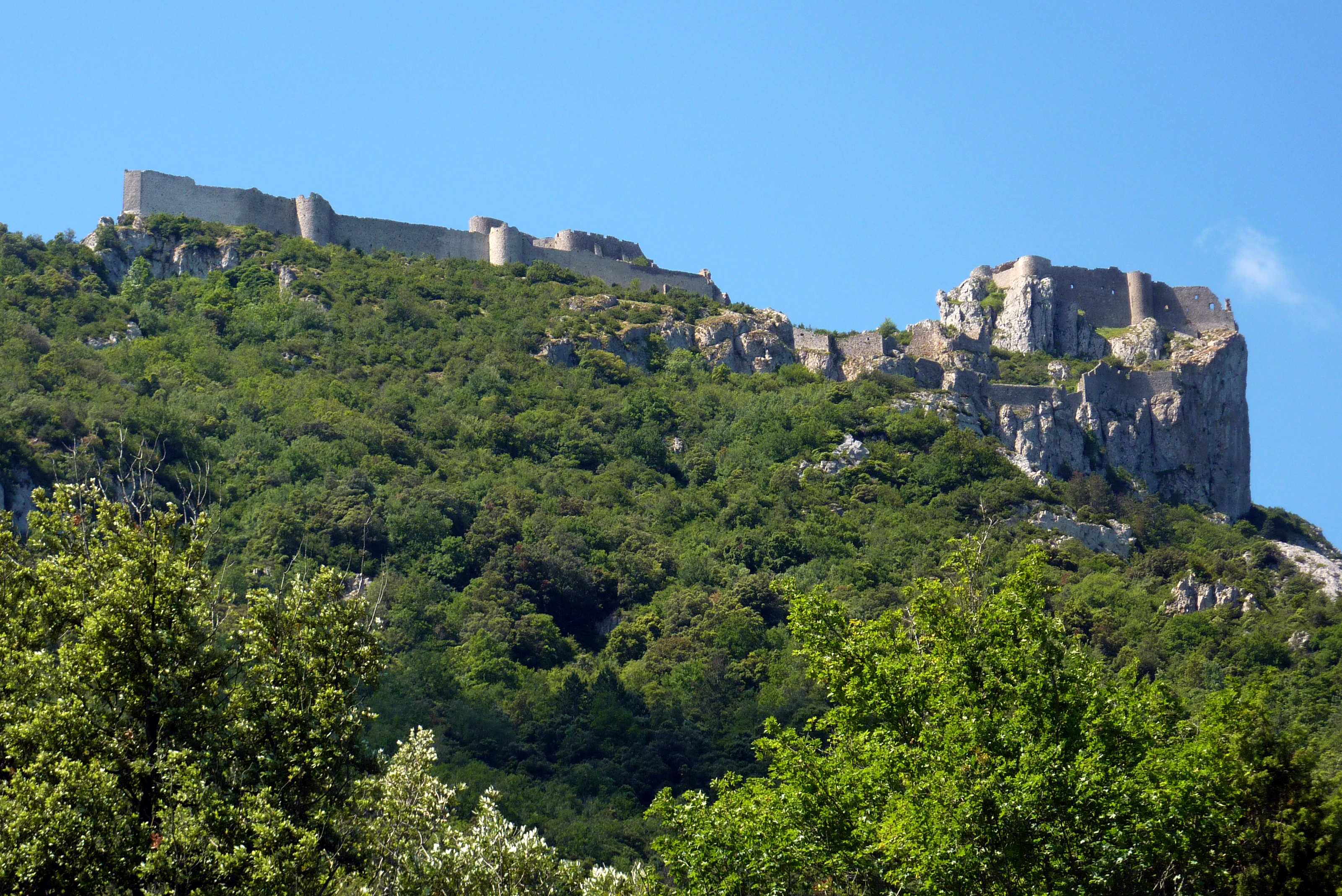
pohled na hrad při přichodu od parkoviště
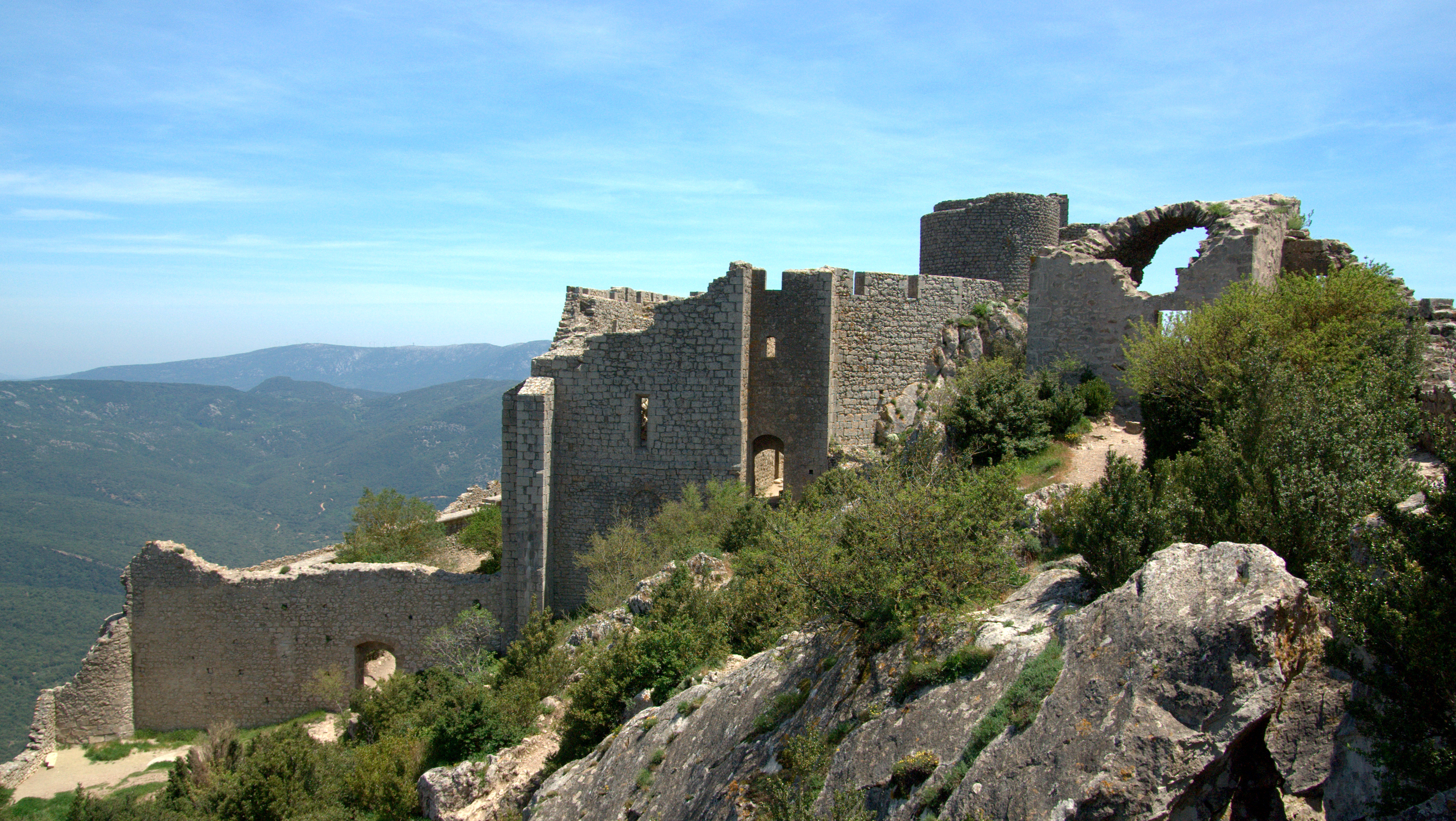
dolní část hradu
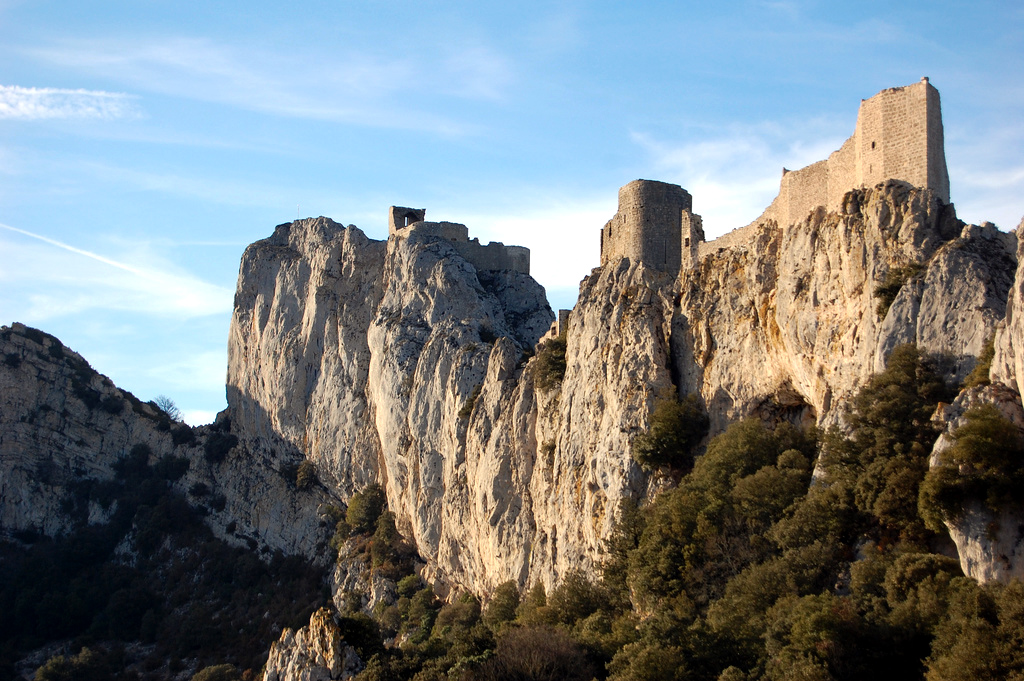
hrad na západní straně chrání velkolepé skály
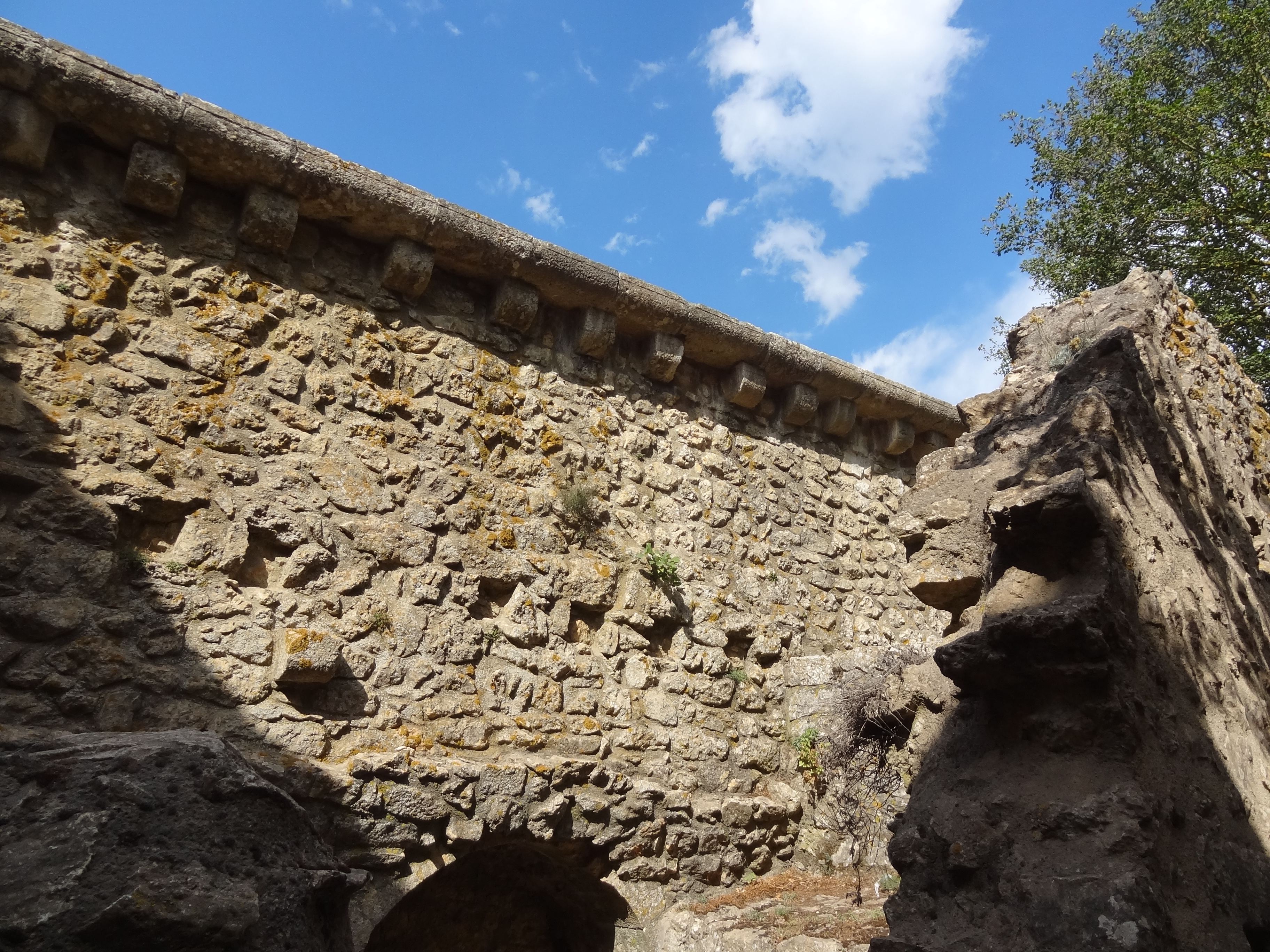
detail curtiny spodní pevnosti
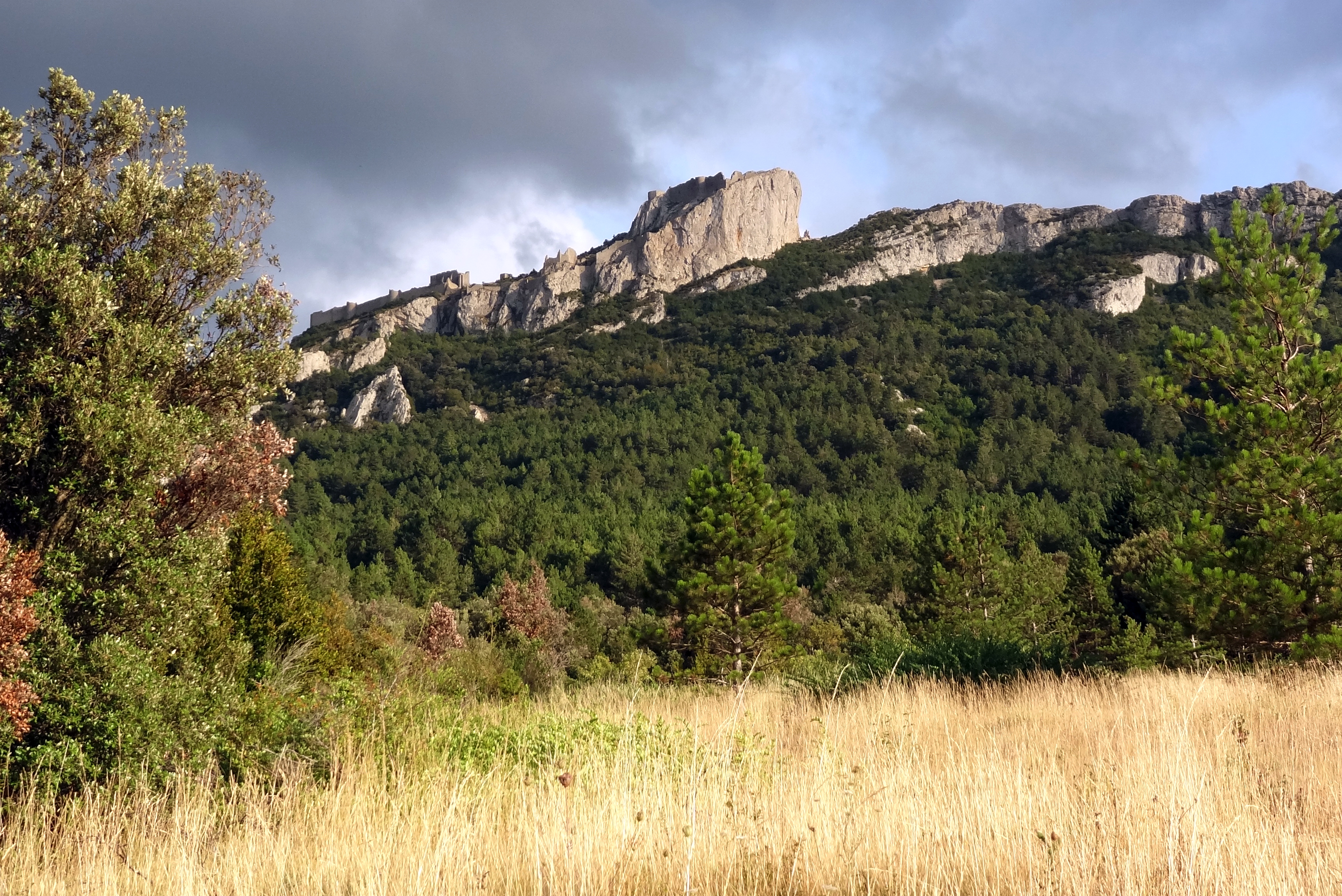
pohled na hrad z vallée du Verdouble.
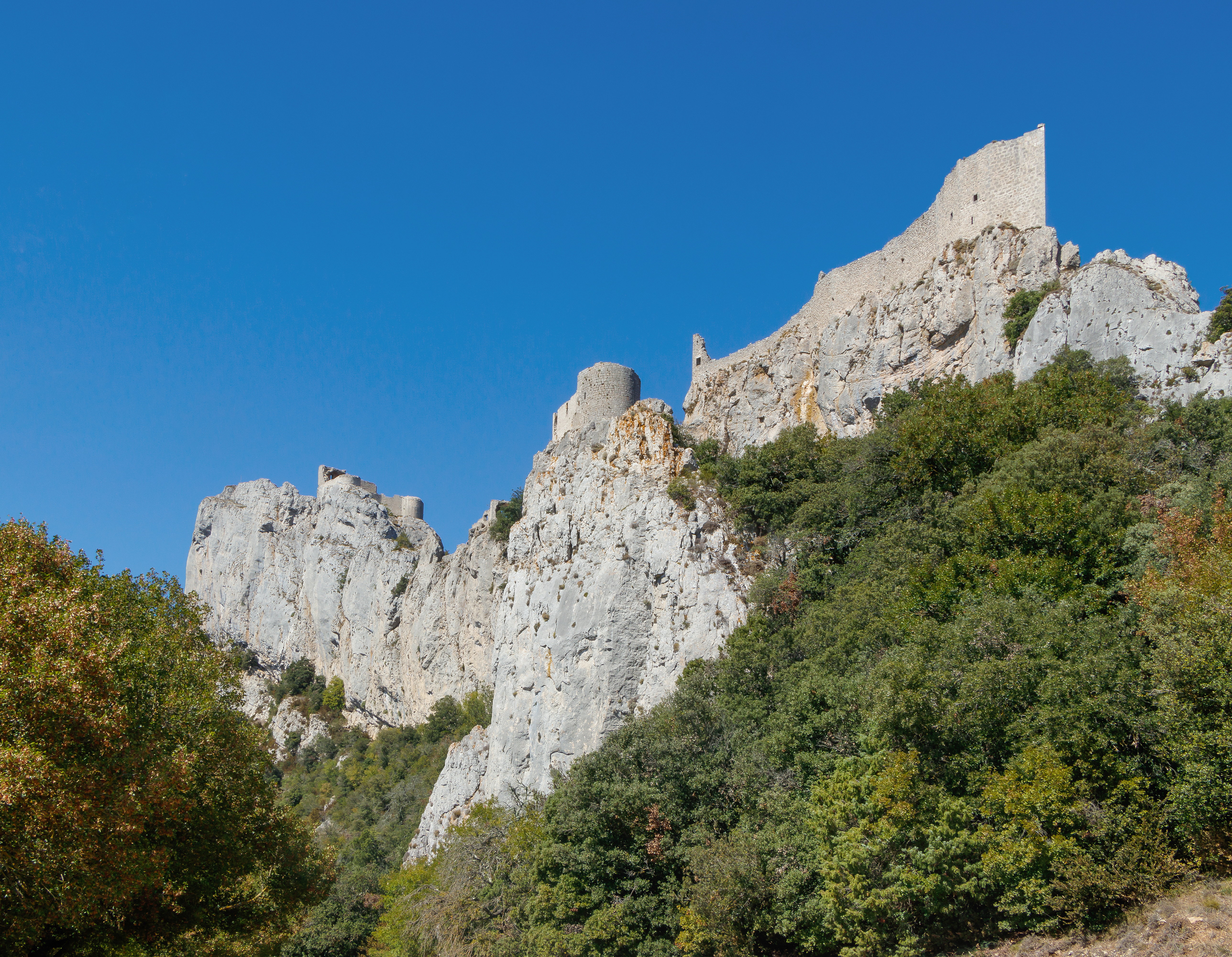
pohled na hrad
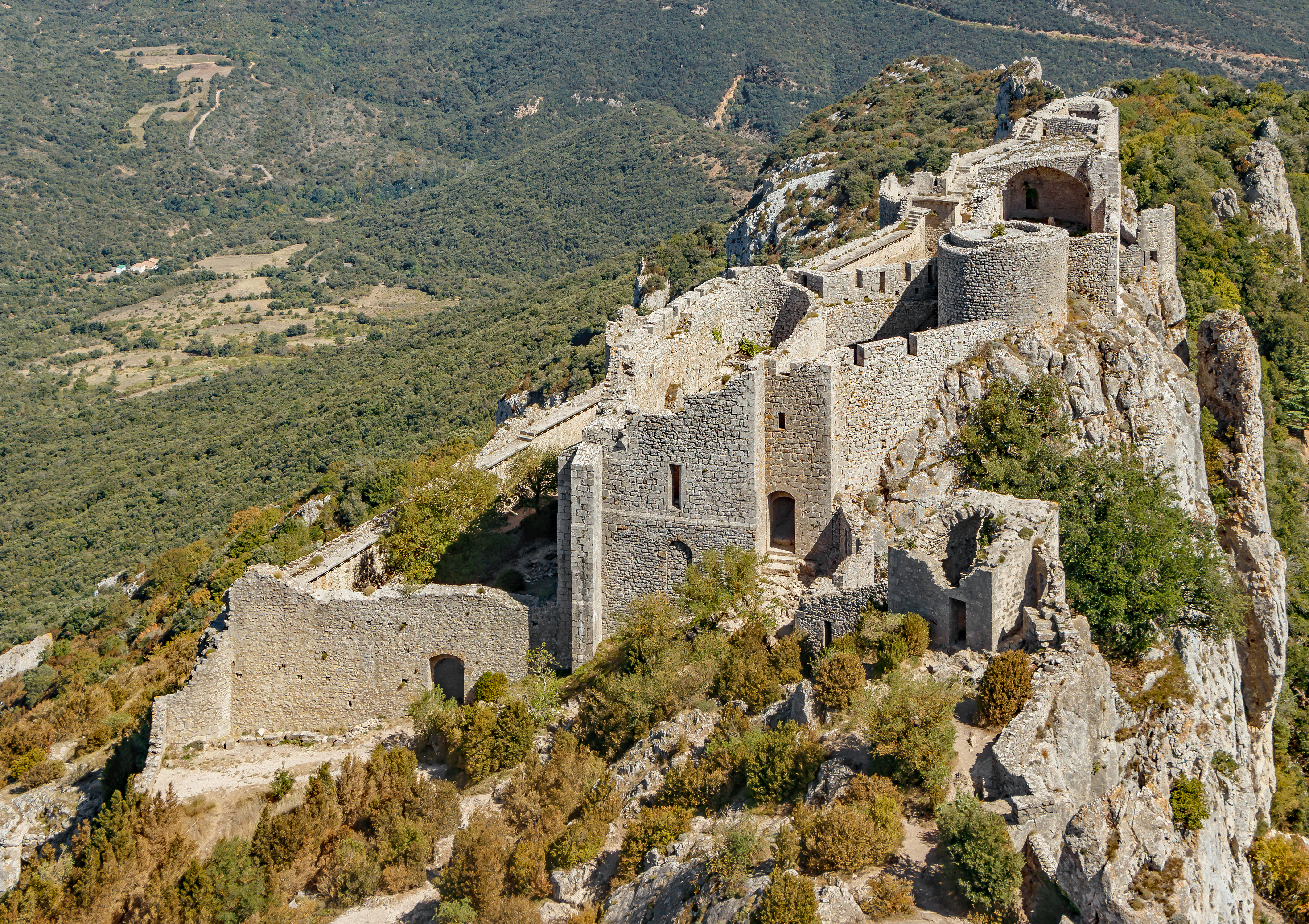
letecký pohled na starou pevnost